# David Fettes
David Fettes, britanski general, * 1891, † 1954.